# Croxton Kerrial
Croxton Kerrial är en ort och civil parish i Storbritannien.   Den ligger i grevskapet Leicestershire och riksdelen England, i den sydöstra delen av landet, 160 km norr om huvudstaden London. Croxton Kerrial ligger 144 meter över havet och antalet invånare är 490.
Terrängen runt Croxton Kerrial är huvudsakligen platt. Croxton Kerrial ligger uppe på en höjd. Runt Croxton Kerrial är det ganska tätbefolkat, med 111 invånare per kvadratkilometer. Närmaste större samhälle är Grantham, 10,1 km nordost om Croxton Kerrial. Trakten runt Croxton Kerrial består till största delen av jordbruksmark.